# Tom Regan
Tom Regan (født 28. november 1938 i Pittsburgh, Pennsylvania, død 17. februar 2017) var en amerikansk filosof og dyreretsaktivist. Han er forfatter af fire bøger om dyreret, deriblandt The Case for Animal Rights, som har haft stor indflydelse på dyrefrigørelsesbevægelsen.
Regan taler for at dyr er hvad han kalder "subjekter-for-et-liv", ligesom mennesker er, og for at hvis vi vil tilskrive alle mennesker værdi uanset den rationalitet de er i stand til, bør vi være forpligtede til også at tilskrive den dyr.

## Baggrund
Regan graduerede fra Thiel College i 1960, modtog sin M.A. i 1962 og sin Ph.D. i 1966 fra University of Virginia. Han er i øjeblikket filosofiprofessor ved North Carolina State University, hvor han har været siden 1967.

## Dyreret
I The Case for Animal Rights postulerer Regan at dyr  er bærere af moralske rettigheder. Hans filosofi læner sig kraftigt op af Immanuel Kants, selvom han ikke er enig i Kants ide om at man kun bør respektere rationelle væsner. Regan pointerer at vi rutinemæssigt tilskriver naturlig værdi, og dermed retten til at blive behandlet med respekt, til mennesker som ikke er rationelle, deriblandt spædbørn og åndssvage.
Den afgørende egenskab som alle mennesker har tilfælles siger han ikke er rationalitet, men det faktum at vi alle hver især har et liv som betyder noget for os; med andre ord betyder det noget for os hvad der sker i vores liv, uanset om det er af nogen betydning for alle andre. I Regans terminologi er vi alle "subjekter-for-et-liv". Hvis dette er grundlaget for at tilskrive individder naturlig værdi bør vi for at være konsekvente tilskrive naturlig værde, og dermed moralske rettigheder, til alle subjekter-for-et-liv, uanset om de er mennesker eller ej. Han mener at alle, som har naturlig værdi, har en grundlæggende ret til aldrig bør behandles blot som midler til at nå et mål for andre.
Ifølge Regan medfører det at man ikke bliver brugt som et middel til at nå et mål også retten til at blive behandlet med respekt, hvilket så også indebærer retten til ikke at blive gjort fortræd. Denne ret er dog ikke absolut, da der kan være tider hvor man kan blive nødt til at tilsidesætte et væsens ret til ikke at blive gjort fortræd for at tage hensyn til et andet væsens ret til ikke at blive gjort fortræd.
Støtter siger at Regans argumenter for dyrs rettigheder ikke gør brug af en ny, radikal teori om etik, men at den følger en jævn anvendelse af moralske principper og intuition, som mange af os allerede forbinder med den etiske behandling af mennesker. Andre kritiserer dog manglen på bestemthed hvormed Regans "subjekter-for-et-liv" kan fastslås.
Ifølge Regan bør vi afskaffe avl af dyr for mad, videnskabelige forsøg og kommerciel jagt.

## Værker
- All That Dwell Therein: Essays on Animal Rights and Environmental Ethics (1982)
- Animal Sacrifices: Religious Perspectives on the Use of Animals in Science (1986)
- The Case for Animal Rights, University of California Press (1983, 1985, 2004)
- Defending Animal Rights, University of Illinois Press (2001). ISBN 0-252-02611-X
- Empty Cages: Facing the Challenge of Animal Rights,  udgivet af Rowman and Littlefield, Lanham, Maryland, (2004). ISBN 0-7425-3352-2,  229 sider.